# Richmond Virginians
I Richmond Virginians sono stati una franchigia di pallacanestro della AABA, con sede a Richmond, in Virginia, attivi nella stagione 1978.
Terminarono il loro unico campionato con un record di 3-8. Scomparvero dopo il fallimento della lega.

## Stagioni
| Stagione | Lega | Denominazione       | V | P | %    | Piazzamento | Play-off |
| -------- | ---- | ------------------- | - | - | ---- | ----------- | -------- |
| 1978     | AABA | Richmond Virginians | 3 | 8 | 27,3 | 3º          |          |